# لنز سیگما ۱۸–۵۰میلی‌متر اف/۲٫۸–۴٫۵ دی‌سی اواس اچ‌اس‌ام
لنز سیگما ۱۸-۵۰میلی‌متر اف/۲٫۸-۴٫۵ دی‌سی اواس اچ‌اس‌ام (به انگلیسی: Sigma 18-50mm f/2.8-4.5 DC OS HSM lens) نام لنز دوربین عکاسی از نوع زوم است که توسط شرکت سیگما تولید می‌شود. فاصلهٔ کانونی این لنز ۱۸ تا ۵۰ میلی‌متر، دیافراگم آن دارای ۷ تیغه و ضریب اف آن اف ۲٫۸ تا اف ۲۲ است. این لنز در 2010 میلادی تولید و عرضه شده‌است.